# Vega Alta
Vega Alta é um município de Porto Rico, situado na região norte da ilha. Tem 72,8 km² de área e sua população em 2010 foi estimada em 39.951 habitantes. Limita com os municípios de Corozal, Morovis, Vega Baja, Toa Alta, Dorado, e com o Oceano Atlântico.